# Sydney to the Max
Sydney to the Max (Sydney & Max (título em Portugal) ou Tal Sydney, Tal Max (título no Brasil)) é uma série de comédia do Disney Channel criada por Mark Reisman que estreou a 25 de janeiro de 2019 e terminou a 26 de novembro de 2021.
É protagonizada por Ruth Righi, Ava Kolker, Jackson Dollinger, Christian J. Simon, Ian Reed Kesler e Caroline Rhea

## Sinopse
Sydney Reynolds tem 12 anos, e vive com o seu pai Max e a sua avó paterna, Judy, enquanto tem a vida no secundário com a sua melhor amiga Olive. Os episódios incluem um segmento de flashback em 1992, que detalha Max e seu amigo Leo, de 12 anos, que trabalham num centro comercial do pai de Leo. Ambos os segmentos mostram Sydney e o jovem Max a entrar em situações semelhantes.

## Elenco e Dobragem/Dublagem
| Ator/Atriz                | Personagem                | Dobragem                  | Dublagem                  |
| Personagens Protagonistas | Personagens Protagonistas | Personagens Protagonistas | Personagens Protagonistas |
| ------------------------- | ------------------------- | ------------------------- | ------------------------- |
| Ruth Righi                | Sydney Reynolds           | Carolina Sales            | Julia Ribak               |
| Ava Kolker                | Olive Rozalski            | —                         | Alice Lieban              |
| Jackson Dollinger         | Max Reynolds (Jovem)      | Maria Camões              | Nicolas Cruz              |
| Christian J. Simon        | Leo Webb                  | —                         | Luiz Felipe Melo          |
| Ian Reed Kesler           | Max Reynolds (Adulto)     | Simon Frankel             | Felipe Grinnan            |
| Caroline Rhea             | Judy Reynolds             | Isabel Ribas              | Sandra Mara               |
| Personagens Recorrentes   |                           |                           |                           |
| Amelia Wray               | Sophia                    | —                         | —                         |
| Luca Alexander            | Zach Thompson             | —                         | Filipe Cavalcanti         |
| Reid Shapiro              | Iggy                      | —                         | Marcus Pejon              |
| Julia Garcia              | Emmy                      | —                         | Gigi Patta                |
| Lauren Plaxco             | Srta. Taylor              | —                         | —                         |
| Melissa Peterman          | Sra. Harris               | —                         | —                         |

| Créditos da dublagem | Brasil                                     |
| -------------------- | ------------------------------------------ |
| Direção de Dublagem  | Tatiane Keplmair (SP) / Duda Espinoza (RJ) |
| Tradução             | Gustavo Samesina                           |
| Diretora Criativa    | Vânia Mendes                               |
| Dublado nos Estúdios | TV Group Digital (SP) / Visom Digital (RJ) |

## Episódios
| Temporada | Temporada | Episódios | Exibição original      | Exibição original      | Exibição em Portugal   | Exibição em Portugal   | Exibição no Brasil   | Exibição no Brasil      |
| Temporada | Temporada | Episódios | Estreia de temporada   | Final de temporada     | Estreia de temporada   | Final de temporada     | Estreia de temporada | Final de temporada      |
| --------- | --------- | --------- | ---------------------- | ---------------------- | ---------------------- | ---------------------- | -------------------- | ----------------------- |
|           | 1         | 21        | 25 de janeiro de 2019  | 23 de julho de 2019    | 4 de janeiro de 2021   | 20 de dezembro de 2021 | 21 de julho de 2019  | 25 de fevereiro de 2020 |
|           | 2         | 21        | 13 de dezembro de 2019 | 21 de agosto de 2020   | 18 de dezembro de 2021 | 26 de abril de 2022    | 15 de junho de 2020  | 21 de maio de 2021      |
|           | 3         | 21        | 19 de março de 2021    | 26 de novembro de 2021 | —                      | —                      | 3 de agosto de 2021  | 24 de junho de 2022     |

## Produção
A série foi confirmada a 6 de setembro de 2018, para estrear no início de 2019. A série é criada por Mark Reisman, que também é produtor executivo, produtor e roteirista. Para protagonizar a série foram escolhidos Ruth Righi como Sydney Reynolds, Ian Reed Kesler como Max, Christian J. Simon como Leo, Ava Kolker como Olive, Caroline Rhea como Judy e Jackson Dollinger como Max (Jovem). A série é produzida pela It's a Laugh Productions. A 19 de novembro de 2018, foi anunciado que a série iria estrear a 25 de janeiro de 2019. O tema de abertura é produzido e escrito por Kay Hanley, Michelle Lewis e Dan Petty e interpretado por Ruth Righi e Dan Conklin. A 16 de janeiro de 2019, o Disney Channel divulgou a abertura oficial da série.
A 23 de maio de 2019, foi anunciado que o Disney Channel renovou a série para uma segunda temporada.
Em 21 de novembro de 2019, foi anunciado que o Disney Channel renovou a série para uma terceira temporada, antes da estréia da segunda temporada.
Em 1 de abril de 2022, foi relatado que a série concluiu a produção após a terceira temporada, com o episódio final sendo exibido em 26 de novembro de 2021.